# Dead Boys
The Dead Boys é uma banda de punk rock americana de Cleveland, Ohio. A banda fez parte da primeira onda do punk e é considerada por muitos como um dos grupos mais turbulentos e violentos da época. Formada em 1975 pelo vocalista Stiv Bators, pelo guitarrista Jimmy Zero, pelo baixista Jeff Magnum, pelo guitarrista Cheetah Chrome e pelo baterista Johnny Blitz, os dois últimos vieram da banda Rocket From The Tombs. A formação original dos Dead Boys lançou dois álbuns de estúdio: Young Loud and Snotty e We Have Come for Your Children.
Os Dead Boys estiveram inicialmente ativos de 1975 a 1980, reunindo-se brevemente algumas vezes em meados dos anos 1980 e, mais tarde, novamente em 2004 e 2005, pela primeira vez sem Bators, que havia falecido em 1990. Em setembro de 2017, Chrome e Blitz reuniram a banda com uma nova formação para uma turnê de 40.º aniversário, lançando também um novo álbum, Still Snotty: Young, Loud and Snotty at 40, uma regravação do álbum de estreia. A nova formação inclui o vocalista Jake Hout, o guitarrista Jason "Ginchy" Kottwitz e o baixista Ricky Rat, ao lado de Chrome e Blitz.

## História
Mudando-se para Nova Iorque em 1976, a banda rapidamente ganhou notoriedade pelos seus concertos ao vivo onde gestos grosseiros e profanidade eram as normas, e em mais de uma ocasião, Stiv Bators (vocal) feria sua barriga com o microfone. Eles frequentemente tocavam na lendária casa de rock, o CBGB's, e em 1977 lançam seu primeiro álbum, Young, Loud and Snotty, produzido por Genya Ravan. A canção "Sonic Reducer" é considerada um clássico da música punk.
Mais tarde, a gravadora Sire Records começou a pressionar a banda para mudar seu som e seu visual, com isso acaba contribuindo para o fim da banda, que acaba exatamente em 1979. Alguns meses após o seu fim, a banda acaba se reunindo novamente para gravar um álbum ao vivo, no intuito de cumprir as suas obrigações contratuais. Para vingar-se da gravadora, Stiv cantou várias músicas fora do microfone, o que impossibilitou o lançamento do álbum na época. Quando o material foi relançado pelo selo Bomp! Records, Stiv regravou seus vocais. Algumas gravações de shows de 1979 fizeram parte do documentário D.O.A., de Lech Kowalski, lançado em 1980.
Em 1982, Bators formou a banda Lords of the New Church, com Brian James do The Damned e Dave Tregunna do Sham 69.
A banda voltou para vários shows nos anos 1980. Eles regravaram o primeiro álbum com o nome de Younger, Louder and Snottier, que contém além do álbum, versões de demo tape de algumas músicas.
Em 1990, Bators morreu na França devido a um acidente de carro.
Em setembro de 2004, sem Stiv, a banda se reuniu novamente para um show único em sua terra natal, Cleveland.
Em 2005, tocaram no show em benefício ao lendário CBGB. Neste mesmo ano, a banda tocou mais um show no feriado americano de Halloween.

## Membros

### Atuais
- Cheetah Chrome (Gene O'Connor) - Guitarra (1976–1979, 1987, 2004–200
- 5, 2017–presente)
- Jake Hout - Vocal (2017–presente)

### Ex-integrantes
- Stiv Bators (Steve Bator) - Vocal (1976–1979, 1987, morreu em 1990)[2]
- Johnny Blitz - Bateria (1976–1979, 1987, 2004–2005, 2017–2019)
- Jimmy Zero (William Wilden) - Guitarra (1976–1979, 1987, 2004–2005)
- Jeff Magnum (Jeff Halmagy) - Baixo (1976–1979, 1987, 2004–2005)
- Jason "Ginchy" Kottwitz – Guitarra (2017–2019)
- Ricky Rat - Baixo (2017–2019)

## Discografia
A banda lançou apenas dois álbuns e dois singles, no entanto, vários selos lançaram materias raros depois do seu fim.

### Álbuns
- Young, Loud and Snotty (Sire Records, 1977)
- We Have Come for Your Children (Sire Records, 1978)

## Lançamentos póstumos

### Álbuns
- Night of the Living Dead Boys (Bomp! Records, 1981)
- The Return of the Living Dead Boys (Revenge, 1987) (Lançado na França.)
- Liver Than You'll Ever Be (Vários Selos, 1988)
- Younger, Louder and Snottier (Bomp!, 1997)
- Twistin' on the Devil's Fork (Hell Yeah / Bacchus, 1998)
- All This and More (Bomp!, 1998)
- 3rd Generation Nation (Bad Boy Production, 1999)

## 7"Singles
- "Sonic Reducer" (Sire Records, 1977)
- "Tell Me" (Sire Records, 1977)
- "Search and Destroy"/"Calling on You" (Ao vivo, Revenge, 1987) (Lançado na França)
- "Buried Gems"/"Cold Front" (Cold Front Records, 2000)

## 12"Singles
- "All The Way Down/Nights Are So Long" (Relativity Records, 1987)